# Verticillium
Verticillium ist eine Gattung von Schlauchpilzen innerhalb der Familie der Plectosphaerellaceae. Es handelt sich um Anamorphe. Die Gattung vereinigt diverse Gruppen von Saprobionten sowie Parasiten von höheren Pflanzen, Insekten, Nematoden, Weichtieren und anderen Pilzen. Die Gattung ist daher nur anhand einfacher, ungenau definierter Merkmale charakterisiert.
Bekanntere Arten der Gattung Verticillium sind V. dahliae, V. albo-atrum und V. longisporum, welche die sogenannte Verticillium-Welke bei mehr als 400 zweikeimblättrigen Pflanzenarten verursachen.

## Taxonomie
Die Typus-Art ist Verticillium dahliae Kleb. (1913).

## Systematik
Der Gattung wurden 51 Arten zugeschrieben,:724, welche grob in drei ökologisch unterschiedliche Gruppen eingeteilt werden können: Myko-Pathogene, Entomo-Pathogene sowie Pflanzen-Pathogene und mit ihnen verwandte Saprobionten. Die Gattung wurde jedoch kürzlich einer Revision unterzogen, bei denen die meisten Entomo- und Myko-Pathogene in die neue Gattung Lecanicillium gestellt wurden. Die Nematoden-Pathogene wurden der neuen Gattung Pochonia zugeordnet. In der Gattung Verticillium verblieben damit nur noch die Phytopathogene V. dahliae, V. longisporum, V. albo-atrum, V. nubilum und V. tricorpus.
Ein akzeptierter wissenschaftlicher Name für Verticillium lecanii (Zimmerman) Viegas ist jetzt Lecanicillium lecanii, obwohl einige der Isolate auch zu L. attenuatum, L. longisporum, L. muscarium oder L. nodulosum gehören könnten.

### Ausgewählte Arten
- Verticillium dahliae Kleb.

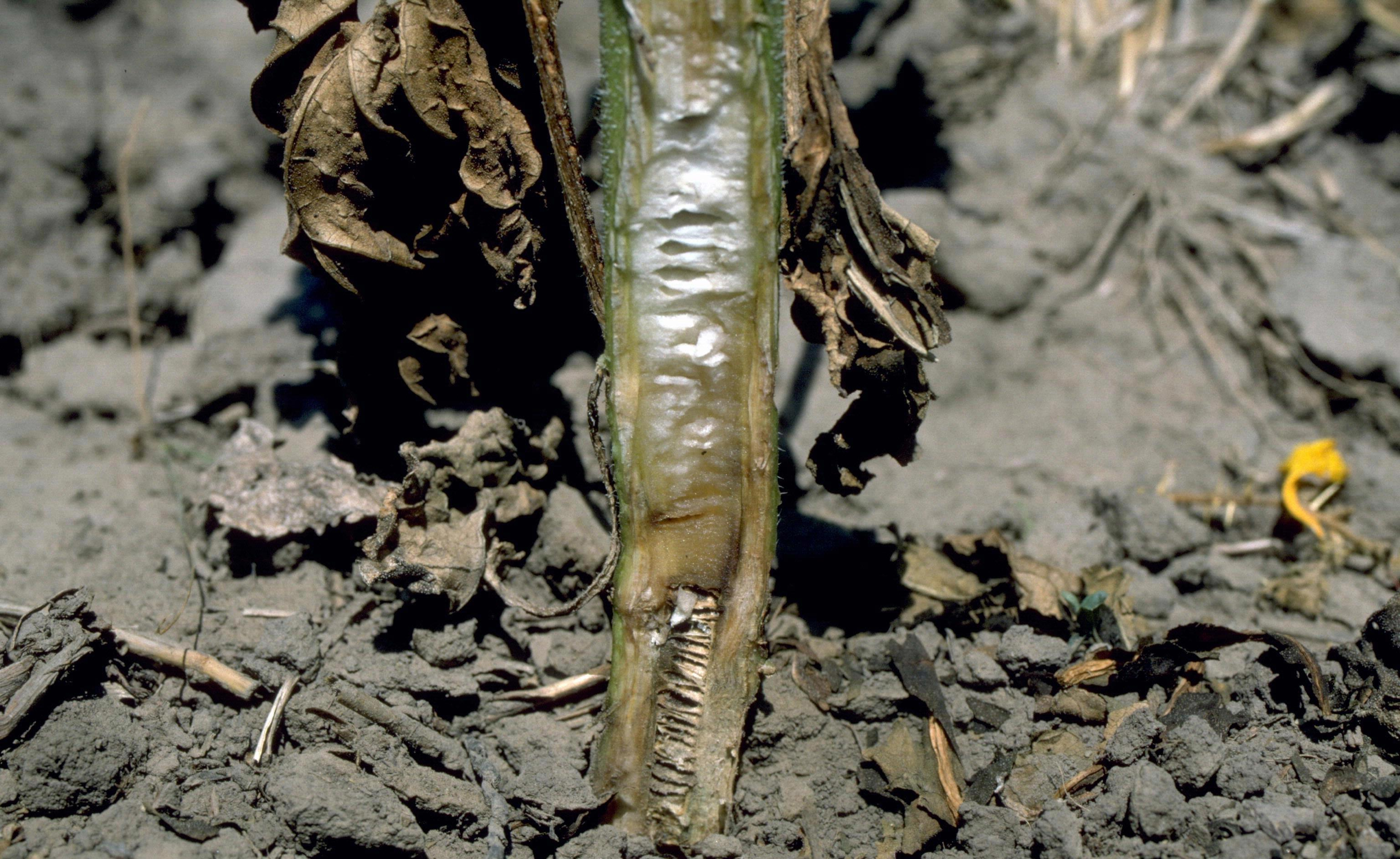
Mit Verticillium dahliae infizierte Sonnenblume

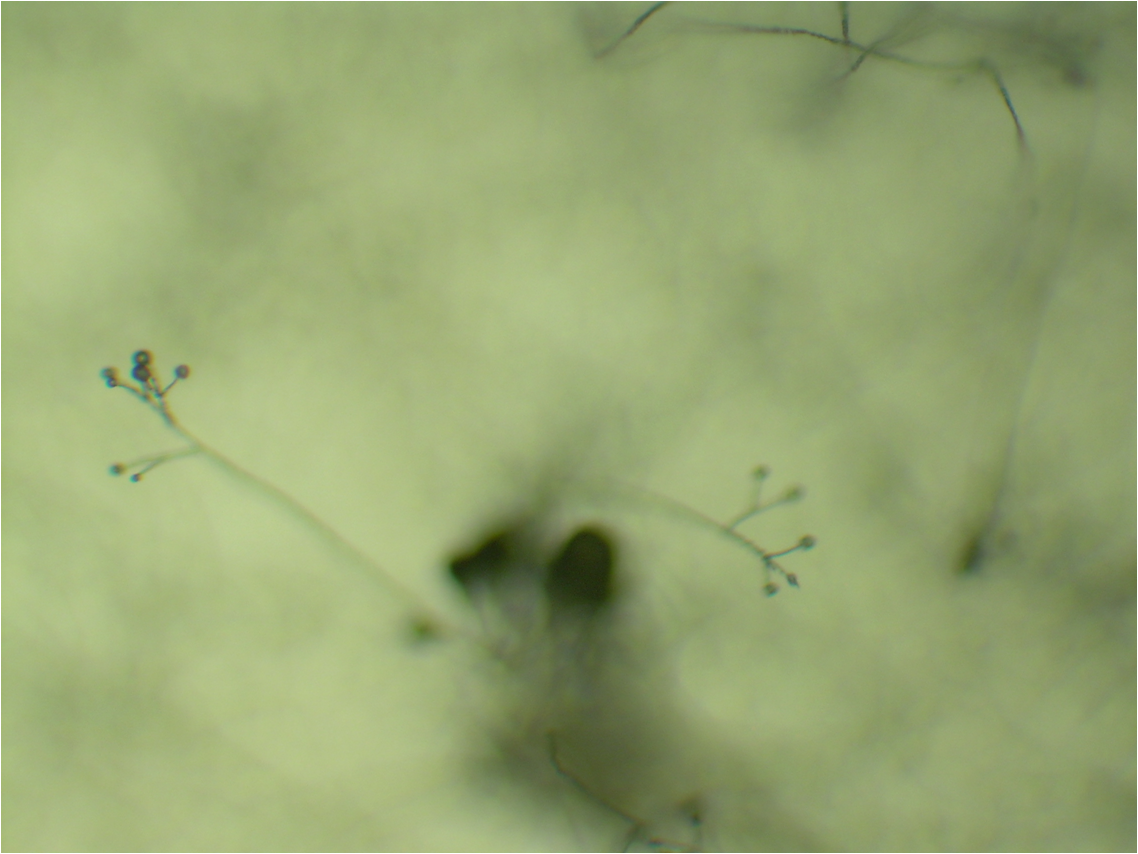
Konidiophoren von Verticillium

- Verticillium albo-atrum Reinke & Berthold – verursacht Verticillium- oder Ahorn-Welke. Die Art wurde erstmals 1870 in Deutschland an Kartoffeln identifiziert. Sie befällt aber auch mehr als 300 andere gartenbaulich oder landwirtschaftlich kultivierte Pflanzenarten und kann als Saprobiont mehr als 15 Jahre im Boden überdauern. Wenn Ziergehölze wie Ahorne, Ulmen, Espen, Eschen, Buchen, Trompetenbäume, Eichen oder andere befallen werden, zeigt sich als erstes Symptom eine hochsommerliche Welke auf einer Seite des Baumes oder Astes. Das Splintholz bekommt grünliche oder bräunliche Streifen. Die Infektion des gesamten Baums kann rasch oder aber auch über mehrere Jahre voranschreiten. Der Pilz benutzt im Allgemeinen das Xylem als Transportweg. Bei Obstbäumen ist die Krankheit als „schwarzes Herz“ oder „schwarzer Kern“ (englisch black heart)[8] bekannt und bei Aprikosen verbreitet; sie tritt gelegentlich bei Mandel-, Pfirsich-, Pflaumen- und Avocado-Bäumen auf. V. albo-atrum infiziert auch krautige Zier- und Gartenpflanzen wie Chrysanthemen, Minzen, Pechnelken, Tomaten, Auberginen, Okra und Rhabarber, bei denen sie Welke und Tod verursacht. Sie kann anhand des Auftretens einzelliger Conidien identifiziert werden, die hyalin und rund bis elliptisch geformt sind und an den Spitzen von spiralig gedrehten Auswüchsen sitzen. Die Conidien sind leicht von den Auswüchsen zu trennen.

## Nutzung
Verticillum-Präparate werden in Österreich zur Bekämpfung des Götterbaums eingesetzt.

## Weitere Quellen
- D. H. Phillips, D. A. Burdekin: Diseases of Forest and Ornamental Trees. Macmillan, 1992, ISBN 0-333-49493-8.